# 1516 în literatură
- 1515 în literatură — 1516 în literatură — 1517 în literatură

Anul 1516 în literatură a implicat o serie de evenimente semnificative. 

## Eseuri
- Erasmus din Rotterdam - L’Institution du prince chrétien
- Sir Thomas More publică De optimo reipublicae statu deque nova insula Utopia, roman politic

## Poezie
- Ludovico Ariosto - "Orlando furioso", poem eroic

## Decese
Format:1516